# Ragnall ua Ímair
Ragnall ua Ímair (o Rægnald) fou un líder viking que va governar Northúmbria (Jòrvik) i l'illa de Man. Era net d'Ivar I i probablement va ser un dels que van ser expulsats d'Irlanda el 902, des d'on va anar a cap a l'illa de la Gran Bretanya. Va tenir com a company guerrer a Sitric Cáech. El seu regnat va ser disputat per un grup de vikings convertits al cristianisme que s'havien aliat amb Æthelflæd, senyora de Mèrcia, però aquesta oposició va acabar amb la mort d'ella el 918. El 920 Ragnall va arribar a un acord amb Eduard el Vell, rei dels anglosaxons, però va morir l'any següent i el va succeir Sítric. En els Annals de l'Ulster se'l defineix de la següent manera: «el rei dels forasters clars i el rei dels forasters morens».

## Context històric
Els governants vikings de Dublín van ser expulsats de la ciutat el 902 per un exèrcit comandat per Máel Finnia mac Flannacán, senyor de Brega i per Cerball mac Muirecáin, senyor de Leinster. Els vikings que van sobreviure a aquest episodi es van dispersar en grups: els uns van anar cap a França, altres cap a Gal·les i els altres al nord de la Gran Bretanya. Les troballes arqueològiques indiquen que Dublín va estar habitada durant els anys immediatament posteriors a l'expulsió, cosa que fa pensar que potser només la classe governant va ser expulsada. Això no obstant, van continuar havent atacs vikings a l'illa d'Irlanda i el 914 una gran flota va arribar fins a Waterford. L'arribada d'aquesta flota marca el restabliment del govern viking en diverses parts d'Irlanda, i de l'establiment de més poblats vikings a l'àrea de Limerick l'any següent.
Les principals fonts documentals per aquest període són les sagues nòrdiques i els annals irlandesos. Alguns d'aquests annals, com ara els Annals de l'Ulster, es creu que van ser escrits en aquella època, mentre que les sagues es van escriure en dates molt posteriors als fets descrits i es consideren, per tant, menys fiables. Uns pocs annals, com els Annals fragmentats d'Irlanda o els Annals dels quatre mestres, van ser compilats en dates posteriors, parcialment copiant textos contemporanis als fets narrats i en part agafant informació de les sagues. Segons la historiadora Downham, llevat dels fragments procedents de les sagues, les cròniques irlandeses contenen informació acurada, encara que no són imparcials en la descripció dels fets.

## Biografia
Se suposa que Ragnall va marxar de Dublín amb la resta de vikings que van ser expulsats l'any 902. Els llocs probables on es va establir són l'illa de Man o bé el sud d'Escòcia. Segons l'historiador Ashley es va autoproclamar rei de Man l'any 914 després de lluitar contra un grup de vikings rivals. S'especula si va governar o no en els territoris a l'oest o al nord d'Escòcia i fins i tot les illes Hèbrides, però això és cosa que no esmenten les cròniques de la seva època. La primera vegada que se l'esmenta en un text és en els Annals irlandesos, en la secció de l'any 914 quan es diu que va derrotar Bárid mac Oitir en una batalla naval davant la costa de l'illa de Man. Aquest Bárid potser fos el fill d'Otir mac Iercne, l'home que va matar un fill d'Auisle el 883, o un fill del jarl Otir, que més endavant acompanyaria Ragnall i lluitaria al seu costat en territori anglès. Ragnall és esmentat una segona vegada als annals, en la secció de l'any 917 quan ell i Sitric, un altre net d'Ímar, van comandar les flotes que van anar a reconquerir Irlanda. Sitric va posar rumb a Cenn Fuait, a Leinster, i Ragnall va salpar en direcció a Waterford. Niall Glúndub, senyor de Northern Uí Néill, els va veure arribar i veient que eren una amenaça va preparar un exèrcit per fer-los fora. La lluita es va produir a Mag Femen (comtat de Tipperary) però els vikings no van poder guanyar fins a l'arribada dels reforços liderats per Ragnall. Va haver una segona batalla a Confey (també anomenada batalla de Cenn Fuait), contra l'exèrcit de Augaire mac Ailella, senyor de Leinster, el qual va morir en combat. La mort d'Augaire va marcar la fi de l'oposició a l'assentament viking i Sitric va portar la seva gent cap a Dublín, on s'hi va establir com a rei.
En els Annals de l'Ulster consta que Ragnall, amb el seu company Gofraid i dos comtes, Ottir Iarla i Gragabai, van sortir d'Irlanda el 918 per lluitar contra Constantí, fill d'Áed, rei d'Escòcia. Segons el tractat d'història titulat Historia de Sancto Cuthberto (escrit al segle xi, però probablement amb accés a documentació anterior) Constantí estava ajudant a Ealdred fill d'Eadwulf, governant de Northúmbria o d'una part d'aquest territori. La batalla de Corbridge no va ser decisiva, però sembla que va ser suficient per permetre que Ragnall s'establís com a rei de Jòrvik. Ragnall va avançar ràpidament i va imposar la seva autoritat. La seva posició com a rei de Northúmbria va ser aviat desafida per un grup de vikings cristians, els quals van demanar suport a una governant cristiana, Æthelflæd de Mèrcia i a canvi li oferien la seva submissió però les negociacions van acabar prematurament amb la mort inesperada d'ella el juny del 918.
Ragnall va fer encunyar tres tipus diferents de monedes mentre va ser rei de Northúmbria tot i que és possible que algunes tasques administratives i la recaptació d'impostos fossin assignades a l'arquebisbe de York, Hrotheweard. El reialme anglosaxó al sud del seu territori, governat per Eduard el Vell, va arribar a alguna mena d'acord amb ell i amb altres reis del nord vers l'any 920, però es desconeix el contingut exacte d'aquest tractat. A la Crònica anglosaxona es diu que els altres reis van escollir Eduard com a «pare i senyor», potser indicant que Ragnall es va sotmetre a Eduard, cosa que la majoria d'historiadors moderns ho veuen poc creïble. Ragnall va morir el 921 i podria ser que ja estigués a les portes de la mort quan als annals irlandesos es diu que l'any 920 Sitric va salpar de Dublin per succeir-lo mentre al seu lloc deixava a Gofraid.

## Orígens
L'historiador Alex Woolf ha identificat Ragnall amb Rognvald Eysteinsson, comte de Møre, una figura estretament relacionada amb Harald, el primer rei de Noruega. Woolf aporta dos arguments per donar suport a la seva hipòtesi. El primer és que tant Ragnall com Rognvald eren nets d'homes anomenats Ivar i això possibilita que Ímar, avi de Ragnall, sigui la mateixa persona que Ívarr Upplendingajarl, un fill del llegendari rei Halfdan el Vell. El segon és que el fill de Rognvald, Ivar, va ser assassinat mentre estava a Escòcia, fet que coincideix amb la mort del parent de Ragnall, Ímar ua Ímair. En època moderna han hagut altres intents de relacionar els reis de Lochlann amb figures històriques de Noruega: Smyth ha suggerit que Amlaíb Conung podria ser Olaf Geirstad-Alf, rei de Vestfold, (que era fill de Gudrød el Caçador i germanastre de Halfdan el Negre), tot i que aquesta mena d'especulacions no ha rebut gaire suport. Ó Corrain opina que no hi ha proves històriques o lingüístiques prou fermes per relacionar Lothlend/Laithlind amb Noruega i cap per vincular la dinastia de reis de Dublín amb la pobrament documentada història dels Ynglings de Vestfold.

## Família
En els annals es refereixen a ell amb l'expressió ua Ímair, que vol dir «nét d'Ímar», però mai pel seu nom. Això fa que no quedi clar quin dels tres fills d'Ímar (Bárid, Sichfrith o Sitriuc) va ser el seu pare, si és que ho va ser algun i la seva ascendència no és deguda a una filla. Un possible motiu pel qual no s'esmenta el seu nom podria ser que Ragnall fos fill d'un home que mai va governar a Dublín, o que va passar la major part de la seva vida fora d'Irlanda, per tant el que el legitimava a optar al tron de Dublín era el seu avi i no el seu pare. Una altra possibilitat és que Ragnall fos net d'Ímar per mitjà d'una filla i, d'aquesta manera, també la legitimitat al tron vindria del seu avi i no del pare. El seu amic Sitric, Amlaíb i Gofraid també eren nets d'Ímar per als quals també es fa servir l'expressió ua Ímair, per tant podien ser germans o bé cosins. Tots ells llevat d'Amlaíb van ser reis o bé de Dublín o bé de Northúmbria en un moment o altre.
Un individu anomenat amb el cognom Mac Ragnaill («fill de Ragnall») en els annals podria ser un fill seu, però no se sap el seu nom. El 942 Mac Ragnaill va liderar un atac a Downpatrick, però una setmana després va ser assassinat per Matudán, senyor de l'Ulster. En els Annals dels quatre mestres es refereixen a ell amb el títol de comte jarl Mac Ragnaill, però en els Annals de l'Ulster com a rei; en el primer d'aquests annals es diu que ell i els seus companys de pillatge van arribar procedents d'una illa.